# Riksdaler

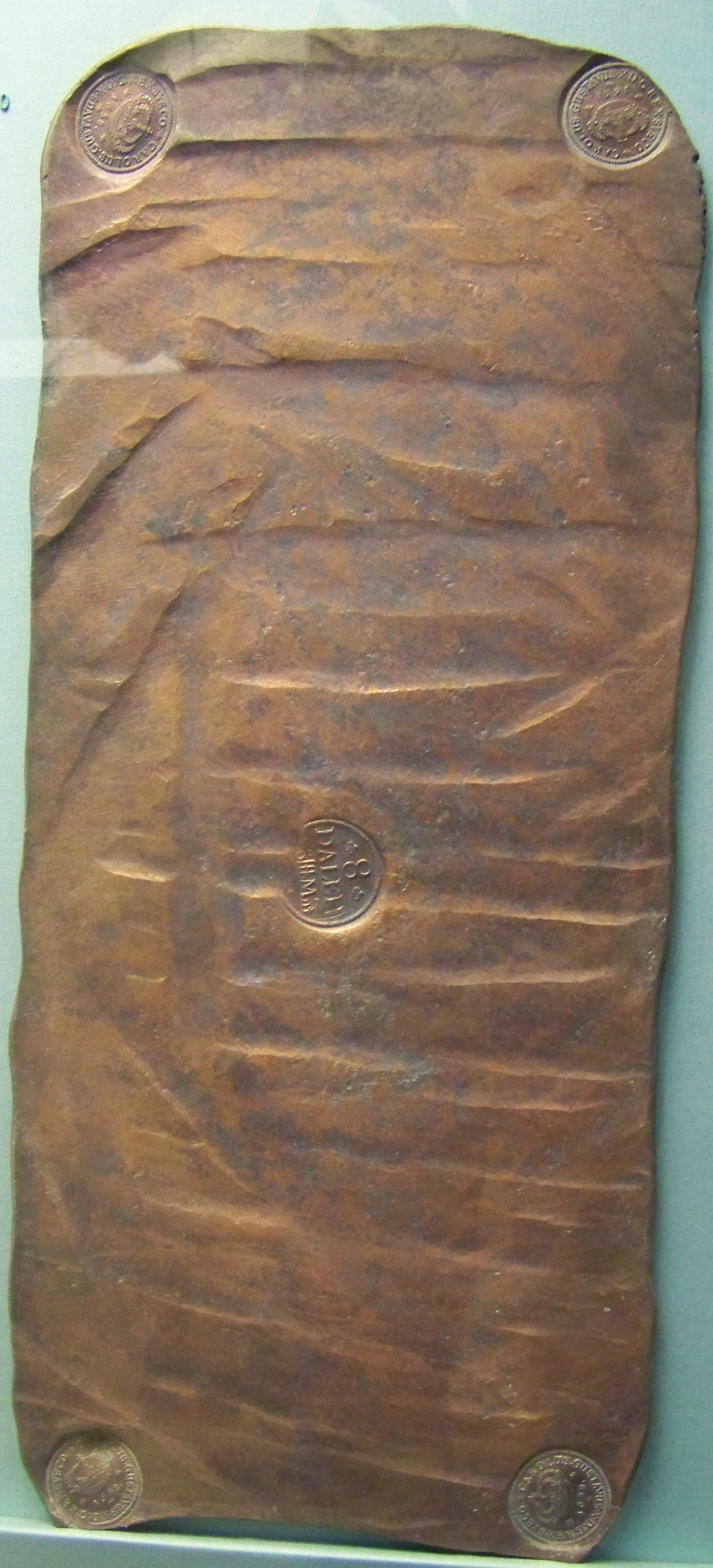
Ett plåtmynt i koppar med valören 8-daler silvermynt från 1658.

Riksdaler och daler var flera svenska och dansk-norska myntenheter. De tillverkades främst i silver, men även i koppar. Senare tillverkades även sedlar i (riks)daler.

## Historik för den svenska dalern

### 1500-talet
I Sverige tillverkades de första dalerna under Gustav Vasas regering år 1534, med förebild i de tyska thalrarna. Myntet slogs i valörerna 1, ½ och ¼ daler. Erik XIV präglade även tvådalersmynt, Johan III sexdalersmynt. De första dalerna hade en finvikt av 28,06 gram silver, vilken 1540 sänktes till 25,59 gram silver, dock utan att myntfoten förändrades nämnvärt.
Dalern var ursprungligen avsedd för utrikeshandel, och anslöt inte till det svenska myntsystemet. Då dalern höll en relativt konstant silverhalt, steg dess kurs i förhållande till marken. Den var först 3 ½ mark, 1540-1541 3 ½–4 mark, 1563 4 ½ mark. Under Erik XIV:s sista regeringsår stod kursen i 7–8 mark och under Johan III:s myntförsämringsperioder 1568–1574 och 1590–1592 till 25 respektive 38 mark. Under perioderna 1574–89 och 1594–1604 föll dalerns värde till omkring 4 mark eller 32 öre.
Under 1500- och 1600-talen tillverkades en myntenhet ort även benämnd riksort eller ortsdaler, och lika med ¼ riksdaler.

### 1600-talet och riksdalern introduceras
Efter tysk förebild började Karl IX år 1604 att slå mynt med namnet riksdaler från tyskans Reichstaler. På grund av sin höga silverhalt togs riksdalern ur cirkulation (tesaurerades) och blev värda 48 öre medan vanliga daler var värda 32 öre, 1619 sjönk dalerkursen ytterligare något så att 1 riksdaler motsvarade 1 ⅝ daler.
Senare på grund av bristen på svenska silverfyndigheter började man från 1624 att tillverka kopparmyntsdaler. Bristen på silvermynt fick riksdalerns kurs under Gustaf II Adolf att stiga till 52 öre, men sjönk då Kristina började tillverka fler silvermynt åter till 48 öre. Från 1630-talet uppstod två olika valutor, daler kopparmynt och daler silvermynt, medan riksdalern som enbart präglats i silver endast räknas i silvermyntsvalutan. 1664 steg riksdalerns kurs åter till 52 öre, 1681 steg den ytterligare till 64 öre, medan dalern låg kvar på samma kurs mot öret som tidigare. Under Karl XII steg riksdalerns värde till 96 öre, ett värde den behöll fram till 1776. En riksdaler motsvarade då 3 daler silvermynt eller 9 daler kopparmynt.

### Riksdaler 1776–1829
Riksdaler infördes i myntreformen under Gustav III:s regering som gällande silvermyntfot i samband med att kopparmyntfoten avskaffades. Myntreformen började gälla 1 januari 1777, men mynt med riksdaler började präglas redan 1776. Riksdaler ersatte den tidigare dalern med värdet: 1 riksdaler = 6 daler silvermynt = 18 daler kopparmynt. På en riksdaler går det 48 skilling (1 skilling = 12 rundstycken).

### Riksdaler riksgäld 1789–1836
Utgiven av Riksgäldskontoret, ursprungligen för att finansiera kriget mot Ryssland som pågick 1789. På grund av sedelinflation minskade värdet på riksdaler riksgäld och 1803 fastställdes värdet att 1 riksdaler banco = 1 ½ riksdaler riksgäld. Den sista sedeln med riksdaler riksgäld gavs ut 1834 och samtliga riksgäldssedlar drogs in 1836, men dess värde fortsatte att anges på riksdaler speciesedlarna till 1846.

### Riksdaler banco 1777–1858
Riksens Ständers Bank (Riksbanken) började ge ut sedlar med riksdaler 1777. Dessa riksdaler hade ett annat värde än riksdaler riksgäld och benämndes riksdaler banco. På en riksdaler banco går det 48 skilling banco.

### Riksdaler specie 1830–1859
Specie användes tidigt som beteckning på riksdalermynt i silver. Från och med 1830 präglas mynten med enheten riksdaler specie (rdr. sp.) istället för bara riksdaler. 1834 fastställs värdet 1 riksdaler specie = 2 ⅔ riksdaler banco (rdr. b:co) = 4 riksdaler riksgälds (rdr. rgs.) och motsvarar 25,5 g rent silver. Sedlar från denna epok har samtliga dessa tre olika riksdalervalörer tryckta på samma sedel. Mynt med valörer i riksdaler specie ersätts av riksdaler riksmynt och öresmynt 1855. Eftersom 1 riksdaler riksmynt = 1 riksdaler riksgälds, blir ett mynt med valören 1 rdr. sp. värt 4 rdr. riksmynt efter 1855. 1/16 rdr. sp. motsvarar på samma sätt 25 öre.

### Svenskt mynt i Finland 1809–1840
Trots att Finland vid fredsslutet i Fredrikshamn 1809 blev en del av Ryssland fortsatte man i Finland att använda svenskt mynt parallellt med ryskt mynt. Valutaförbistringen under perioden var stor, eftersom inte mindre än fem olika slags valutor var i omlopp, d.v.s. riksdaler specie, riksdaler banco och riksdaler riksgälds samt rubel silver och rubel banco assignationer. Allmänheten var van att räkna i riksgäldssedlar medan t.ex. bokpriser i både Sverige och Finland angavs i riksdaler banco. Underlöjtnanten vid väg- och vattenkommunikationskåren i S:t Petersburg Carl Gustaf af Schultén utgav 1832 Tabeller till lättande af Växelräkningen emellan Ryska Banco-Assign. och Svenska Riksgälds-Sedlar för att underlätta vardagskommersen. Kursen växlade under perioden, men generellt kan sägas att det gick 1,35–1,40 rubel på en riksdaler specie, och en rubel var då värd ca 32 skilling. Myntreformen i storfurstendömet Finland 1840, genomförd tidigare både i Ryssland och Sverige, satte punkt för bruket av två parallella mynt. Vid myntreformen blev silverrubeln enda lagliga betalningsmedlet i Finland samtidigt som svenskt mynt inlöstes till gängse kurs av Finlands Bank.

### Riksdaler riksmynt 1855–1872
Decimalsystemet införs 1855 och på en riksdaler riksmynt går det 100 öre. Samtidigt fastställs värdet 1 riksdaler riksmynt (rdr. rmt.) = ¼ riksdaler specie. År 1873 ersätts riksdaler riksmynt med kronor i samband med den nya myntreformen.

## Svensk riksdaler i äldre lagstiftning
I äldre, formellt gällande, lagstiftning, som 1734 års byggningabalk och handelsbalk samt "Kungl. Maj:ts Förordning, af den 10 augusti 1762, emot Adelig Skölds eller öppen Hjelms brukande af Ofrälse Män", förekommer att bötesbelopp utsätts i daler. Om någon bryter mot en sådan lag, och den ej av domstolen anses vara obsolet, uppkommer frågan hur daler ska beräknas i nuvarande valuta. Enligt Nordisk familjebok, andra upplagan, antas 50 öre per daler gälla. Så har Högsta domstolen också räknat i ett mål i Nytt juridiskt arkiv I, 1914, och domstolens fällande minoritet i ett mål 1957. Nämnda mål gällde brott mot ett kungligt brev från 1772, om förbud mot auktioner "hardt nära Tullarne utom Stockholms Stad".

## Nutida bruk
Termen kan än idag användas som slang för pengar, vanligtvis menas då värdet vara detsamma som dagens kronor. I samband med myntreformen 1873 övertog i Sverige  kronan den dåvarande riksdalerns värde, så enheterna kom då att bli synonymer. I Danmark var däremot 1 daler = 2 kronor, vilket dansk slang också reflekterar.